# Centrală termică de perete

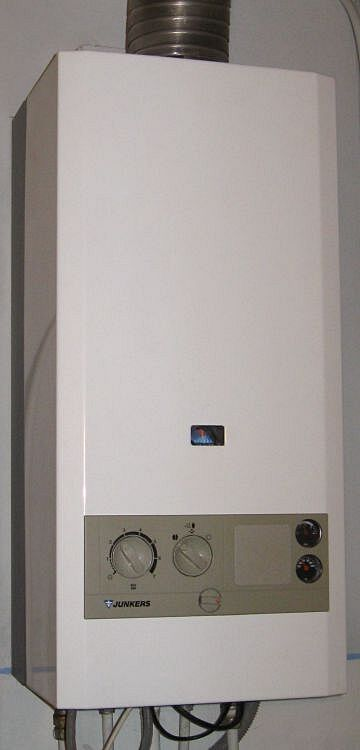
Centrală termică de perete cu tiraj natural.

O centrală termică de perete, cunoscută și sub denumirea de centrală termică murală sau cazan mural, este un cazan montat pe un perete sau într-o nișă puțin adâncă din perete, destinat producerii de agent termic necesar încălzirii și a apei calde de consum pentru o locuință individuală, Dacă aceste cazane sunt destinate numai producerii de apă caldă de consum li se spune boilere.
Combustibilul folosit este de obicei  gazul natural, dar există construcții care utilizează combustibil lichid (GPL). Pot fi cu cameră de ardere deschisă sau închisă (etanșă). În ultimul timp sunt realizate sub forma cazanelor cu condensare, care au performanțe superioare. Prepararea apei calde de consum se poate face în momentul cererii (instantaneu), sau în prealabil (cu acumulare). De obicei sunt montate în interiorul clădirilor, dar pot fi montate și în exterior.

## Construcție

### Parametri
Centralele termice de perete produc agent termic (format din apă și, eventual, antigel) destinat încălzirii, cu o presiune de cel mult 6 bar și o temperatură de cel mult 95 °C. Randamentul lor termic brut trebuie să fie de cel puțin 90 % în cazul centralelor fără condensare (cele cu condensare au randament termic brut superior).
Majoritatea constructorilor oferă puteri cuprinse între 5 – 100 kW, însă valoarea cea mai frecventă este de 20 000 kcal/h, adică cca. 24 kW. Deoarece gazul natural are o putere calorifică inferioară de aproape 36,00 MJ/m3N, consumul orar maxim în cazul acestor centrale este de 2,4 m3N/h, care este cota de gaz obișnuită alocată de distribuitorii de gaz din România utilizatorilor individuali de astfel de centrale termice. Această cotă asigură încălzirea unei locuințe de 480 m2.
La centralele pe gaz, alimentarea cu gaz se face din rețele de presiune joasă, adică la suprapresiunea nominală de 2000 Pa, cu toleranță între 1500 și 5000 Pa.
În România o centrală cu o putere termică sub 0,1 Gcal/h (116,3 kW) poate fi amplasată și în încăperi care nu sunt considerate săli ale cazanelor.

### Descriere, variante
Centrala este formată în principiu dintr-o carcasă fixată pe perete, în care se găsesc: un arzător, o cameră de ardere, un sistem de evacuare a gazelor arse, un schimbător de căldură principal, o pompă de circulație, un sistem de preparare a apei calde de consum, un robinet cu trei căi, un vas de expansiune, armături (supape, robinete de umplere, golire și aerisire), senzori și electronică de comandă.
Din punct de vedere al preparării apei calde de consum (= apă caldă menajeră, apă caldă sanitară) ele pot fi cu prepararea instantanee a apei sau cu acumulare (cu prepararea apei în prealabil). Prepararea apei calde de consum se face cu ajutorul agentului termic produs de centrală.
În cazul preparării instantanee apa caldă este produsă în momentul apariției cererii de consum. Prepararea se face comutând agentul termic de la instalația de încălzire la un schimbător de căldură cu plăci. Corelarea fluxului termic necesar producerii apei calde cu cel produs prin ardere este dificilă. Există două soluții:
- Se optează pentru un debit de apă fix (cât curge la un robinet) cu o diferență de temperatură fixă, caz în care automatizarea arzătorului este simplă, dar centrala nu este flexibilă la cererea de apă caldă: poate servi doar un robinet, care nu poate avea debit mic, nu se poate face economie de apă caldă. Soluția este însă ieftină.
- Se optează pentru flexibilitate, ceea ce necesită modularea flăcării (reglarea puterii flăcării prin cantitățile de gaz și aer introduse în camera de ardere), ceea ce conduce la o soluție mai scumpă.

În cazul preparării apei calde în prealabil, aceasta se face într-un vas, încălzit de agentul termic. Soluția este flexibilă, simplă, dar mai voluminoasă și mai scumpă, datorită vasului de acumulare. În plus, din vasul de acumulare căldura se pierde puțin câte puțin în mediul ambiant, așa că centrala consumă combustibil și în absența solicitării de apă caldă.

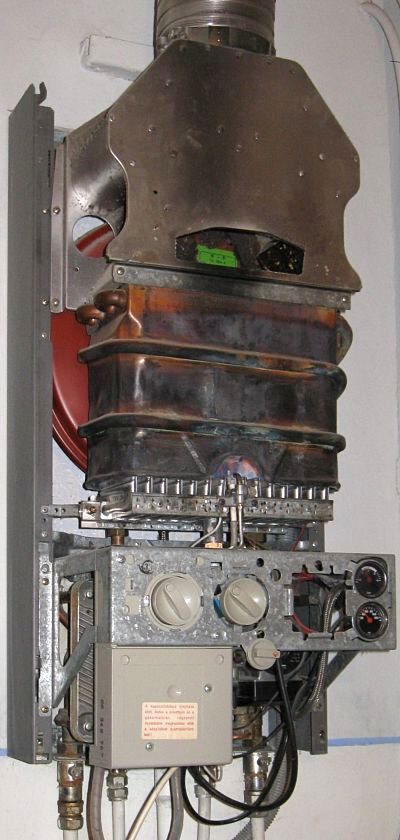
Centrală termică de perete cu tiraj natural și preparare instantanee a apei calde de consum

Din punct de vedere al tirajului, centralele de perete pot fi cu tiraj natural sau forțat. În cazul celor cu tiraj natural (zise și cu arzător cu aer autoaspirat) aerul necesar arderii este preluat la fel ca la o sobă obișnuită, din incinta în care se află centrala, iar gazele de ardere sunt evacuate în exterior printr-un coș de fum, cu ajutorul tirajului realizat de acesta. Camera de ardere este deschisă, adică comunică cu incinta în care este amplasată centrala. Centralele cu tiraj natural sunt mai simple, mai fiabile, mai silențioase și mai ieftine, însă pot fi amplasate doar în spații care îndeplinesc condiții foarte restrictive.
La centralele cu tiraj forțat (zise și cu arzător cu aer insuflat sau cu arzător cu introducere forțată a aerului), tirajul este realizat de un ventilator încorporat. În acest caz aerul necesar arderii este preluat din exteriorul incintei în care este montată centrala, iar gazele produse prin ardere sunt evacuate tot în exterior, de obicei prin racorduri concentrice (coș ventuză). Camera de ardere este închisă (etanșă), adică nu comunică cu incinta în care este montată centrala. Ventilatorul este o componentă suplimentară, care scumpește construcția și care se poate defecta destul de ușor. Condițiile de amplasare ale centralei sunt însă mult mai puțin restrictive.

## Centrale cu condensare
Centralele termice în condensare se deosebesc de cele clasice prin consumul redus de energie.
Acestea produc cantități de emisii mult mai reduse comparativ cu centralele așa - numite „clasice”, și dispun de un tub scurt din plastic de evacuare, care permite amplasarea centralei în orice loc din locuință.
Prin arderea unui m3N de gaz natural se produc teoretic cca. 1,6 kg de apă sub formă de vapori, iar prin arderea unui kg de combustibil lichid cca. 1,1 kg. Evacuarea la coș a acestor vapori de apă sub formă gazoasă implică aruncarea în atmosferă a căldurii lor latente de vaporizare, care este cca. 12 % din puterea calorifică superioară a gazului metan, respectiv de cca. 6 % puterea calorifică superioară a combustibilului lichid. În practică, cantitățile de condensat obținute sunt ceva mai mici, de cca. 1 kg la 1 m3N de gaz natural. Această căldură poate fi recuperată condensând acești vapori de apă. Gradul de condensare depinde de construcția și regimul de funcționare al centralei.

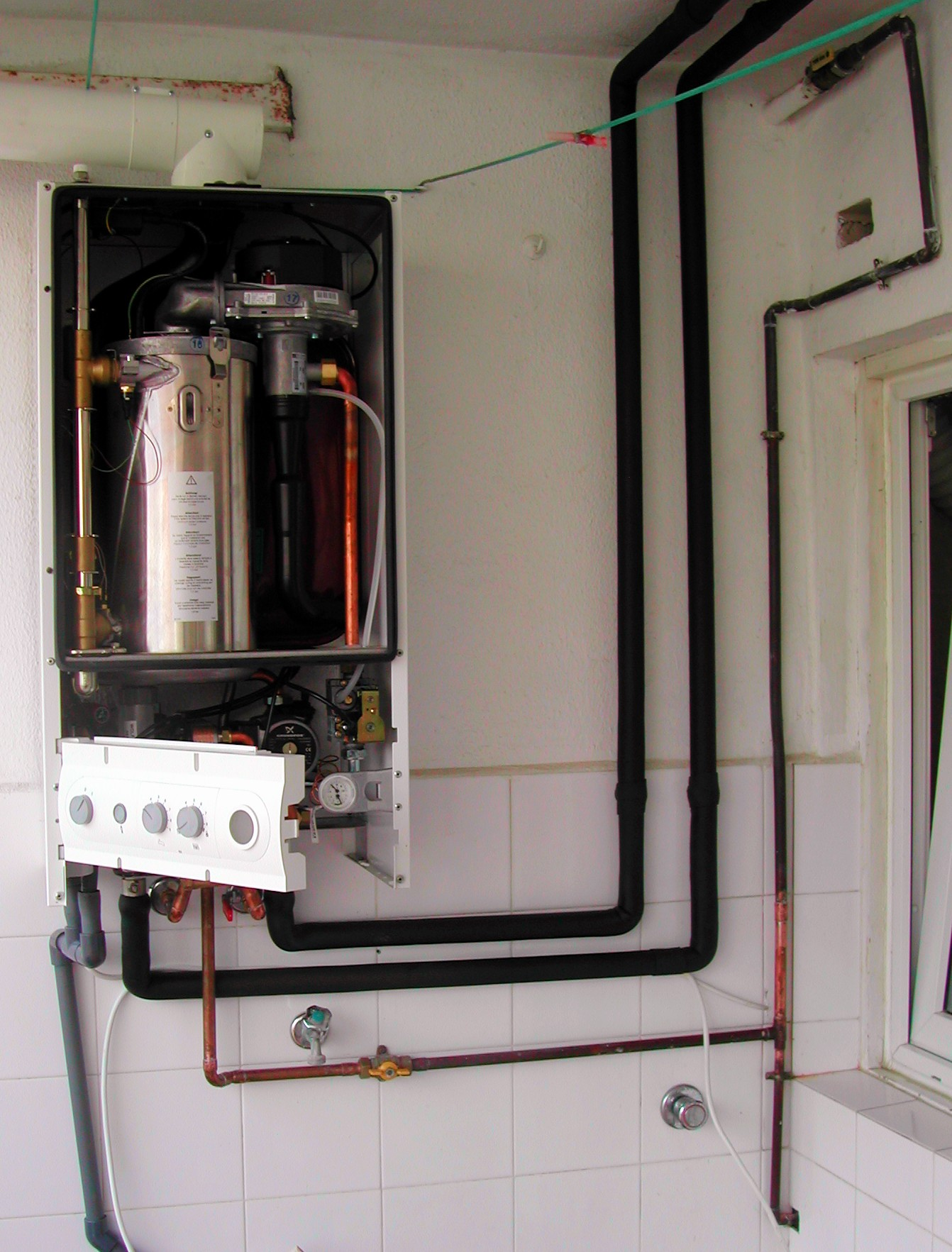
Centrală termică de perete cu condensare.

Un cazan cu condensare este un cazan care răcește gazele de ardere evacuat în atmosferă până sub temperatura punctului de rouă, care pentru gaze provenite din arderea gazului natural este de 57 °C, condensând cât mai mult din vaporii de apă din aceste gaze și recuperând căldura lor latentă de vaporizare. În acest scop centralele din prima generație au după schimbătorul de căldură principal, care răcește gazele de ardere de la cca. 1200 °C la cca. 150 °C un schimbător de căldură suplimentar, care răcește gazele de ardere sub temperatura punctului de rouă, valoarea dorită fiind de 40 °C. Cu cât răcește gazele de ardere mai mult, cu atât cota de vapori condensați este mai mare și eficiența energetică crește. La centralele din a doua generație cele două schimbătoare (principal și de condensare) sunt integrate într-o singură unitate.
Aceste centrale lucrează cel mai bine la temperaturi scăzute ale agentului termic, de 40 °C (tur) / 30 °C (retur), dar sunt eficiente până la temperaturi de retur de 60 °C.
Datorită temperaturii reduse la care sunt evacuate gazele de ardere, tirajul coșului este de obicei insuficient. Ca urmare, la centrale cu condensare se recomandă varianta cu cameră etanșă (tiraj forțat) și producerea apei calde de consum în sisteme cu acumulare.
Apa rezultată din condensarea vaporilor din gazele provenite din arderea gazului natural este ușor acidă, cu un pH de cca. 4, iar cea provenită din arderea combustibilului lichid este puternic acidă, cu un pH de cca. 2 și trebuie evacuată separat la canal. Conductele de evacuare trebuie să fie rezistente la acizi. Alte substanțe poluante, ca plumbul, cromul sau nichelul, au concentrații mult inferioare celor din apa de băut.

## Combinarea cu captatoare solare
Pentru utilizarea împreună cu  captatoare solare centrala este legată la un sistem de acumulare, pe care-l încălzește.

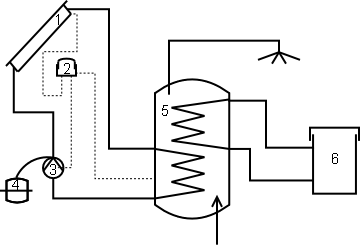
Schemă cu captator solar.

Una dintre cele mai simple scheme posibile este cea prezentată în figura alăturată. Ea are ca element central rezervorul de acumulare al apei calde de consum 5, în care apa este încălzită cu ajutorul a două serpentine, una montată în circuitul captatorului solar 1, iar cealaltă este chiar schimbătorul de căldură pentru prepararea apei calde de consum a centralei 6. Circulația în circuitul captatorului solar poate fi naturală, sau forțată prin acțiunea pompei 3. Circulația în circuitul centralei termice este asigurată de pompa centralei.
Un sistem mai complex cuprinde un rezervor de acumulare care poate furniza atât apa caldă de consum, cât și agent termic de încălzire cu nivele termice diferite pentru calorifere, respectiv încălzirea pardoselei.
O altă soluție folosește apa din rezervorul de acumulare drept apă de alimentare a centralei pentru producerea apei calde de consum. Avantajul acestei soluții este că apa din rezervorul de acumulare se găsește doar la temperatura obținută prin căldura provenită de la panourile solare, pierderile fiind minime. Dezavantajul acestei soluții este că, fiind de fapt o schemă cu preparare instantanee a apei calde de consum cu sarcină variabilă, necesită o centrală cu flacără modulată. 

## Emisii de noxe
Emisiile de noxe rezultate în urma arderii nu trebuie să depășească valorile cerute de Legea protecției mediului și condițiile tehnice privind protecția atmosferei. Respectarea specificațiilor este o problemă care persistă în zonele industriale și urbane. Deși s-au conceput arzătoare speciale, așa zise „arzătoare albastre” (engleză blue burners), cu emisii reduse de oxizi de azot (NOx), apoi arzătoare îmbunătățite, așa zise „arzătoare galbene” (engleză yellow burners), orice altă îmbunătățire care ar reduce emisiile de noxe este de dorit. Arzătoarele albastre sunt concepute să funcționeze cu un mic excedent de aer, de 1,05 – 1,15 , adică cu 5 – 15 % mai mult aer decât cantitatea stoechiometrică necesară arderii combustibilului. Cu cât acest excedent este mai mic, emisiile de NOx sunt mai mici, deoarece concentrația de oxigen este mică, dar este posibil să apară emisii de monoxid de carbon și hidrocarburi nearse, nedorite.

## Instalare
Proiectarea și realizarea instalației de alimentare cu gaz, precum și instalarea și punerea în funcțiune a centralei pot fi făcute doar de societăți comerciale autorizate de ANRGN pentru a efectua lucrări în instalații de gaz.
Instalarea se poate face și în exteriorul clădirilor, dar cel mai obișnuit mod de instalare este în interiorul lor. La instalarea în exterior nu există limitări, însă circuitele trebuie să folosească agenți termici rezistenți la îngheț.

### Instalarea în exteriorul clădirilor

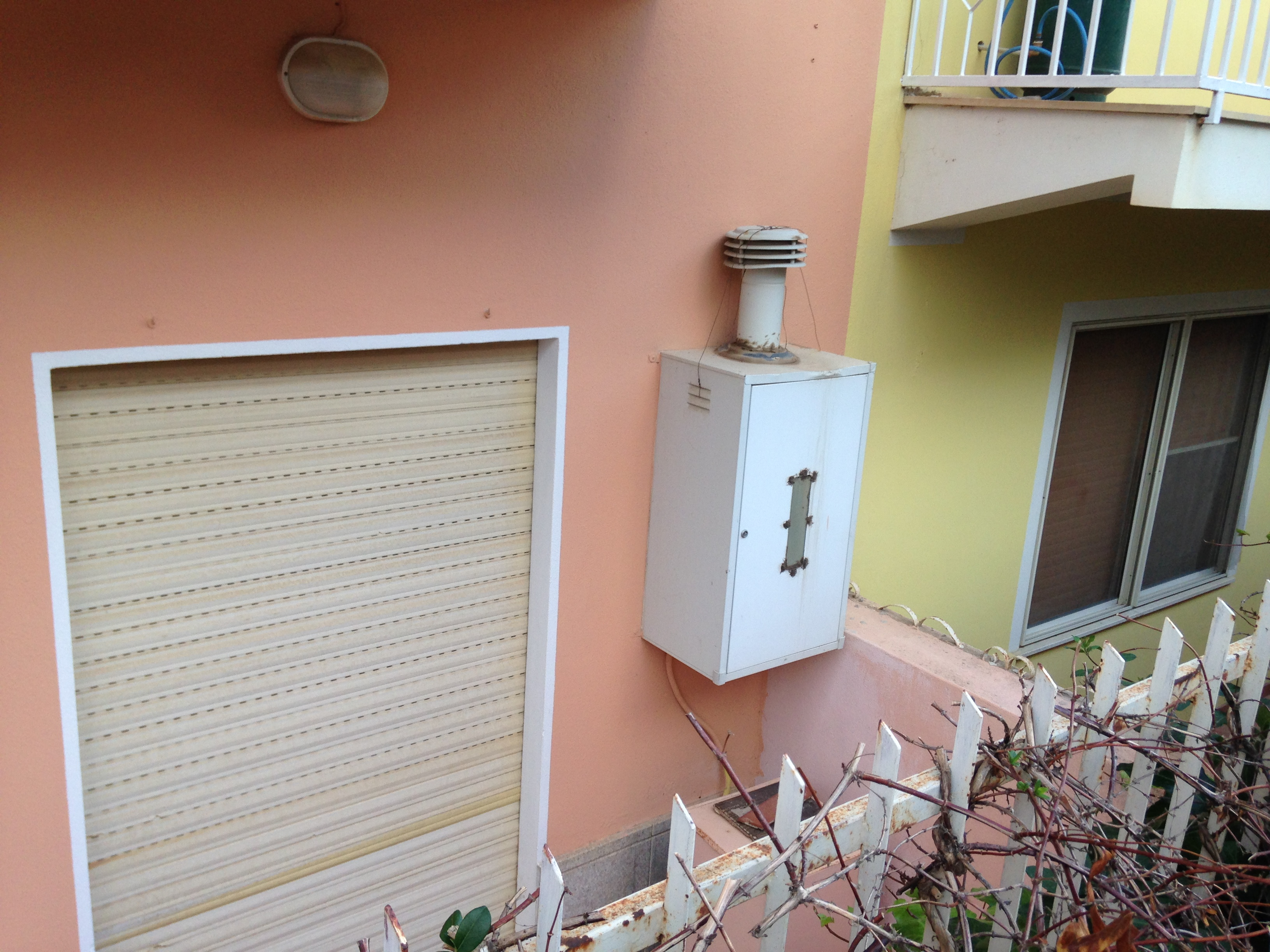
Instalarea unei centrale de perete în exterior.

La instalarea în interiorul clădirilor apar o serie de probleme. Flacăra arzătoarelor produce zgomot. Este nevoie de o instalație de coș de fum pentru evacuarea gazelor de ardere. Dacă coșul sau tubulatura spre el nu sunt etanșe, în cameră se pot degaja gaze de ardere toxice. Dacă puterile necesare sunt mari, centralele se pot instala doar în camere cu regim de sală a cazanelor.
În cazul centralelor cu cameră de ardere deschisă, aerul consumat din incinta în care este instalată centrala este înlocuit prin infiltrațiile de aer din exterior, iar la incinte mici chiar prin orificii neobturabile prevăzute special în acest scop. Aerul intrat de afară este rece, producând disconfort. Camera de ardere nefiind etanșă, din ea se pot infiltra gaze de ardere în cameră, viciind atmosfera. De asemenea, se pot infiltra componente nearse (gaz combustibil, vapori de combustibil lichid), care în concentrații mari pot determina explozii.
În cazul camerelor de ardere etanșe, tirajul forțat necesar în acest caz este realizat cu ventilatoare care consumă curent electric al cărui cost nu este neglijabil.
Toate aceste dezavantaje se pot evita la amplasarea centralelor pe perete în aer liber, însă trebuie luate măsuri pentru evitarea înghețului. Soluția recomadată este folosirea ca agent termic a unui lichid antigel. Alte soluții propuse, ca asigurarea unei circulații minime sau porniri-opriri de scurtă durată nu sunt eficiente în cazul unei defecțiuni pe rețeaua electrică sau cea de gaz. În cazul centralelor pe combustibil lichid trebuie folosit un combustibil al cărui punct de congelare este sub temperatura minimă admisă (petrol sau motorină, nu se pot folosi combustibil lichid ușor sau păcură).

### Instalarea în interiorul clădirilor

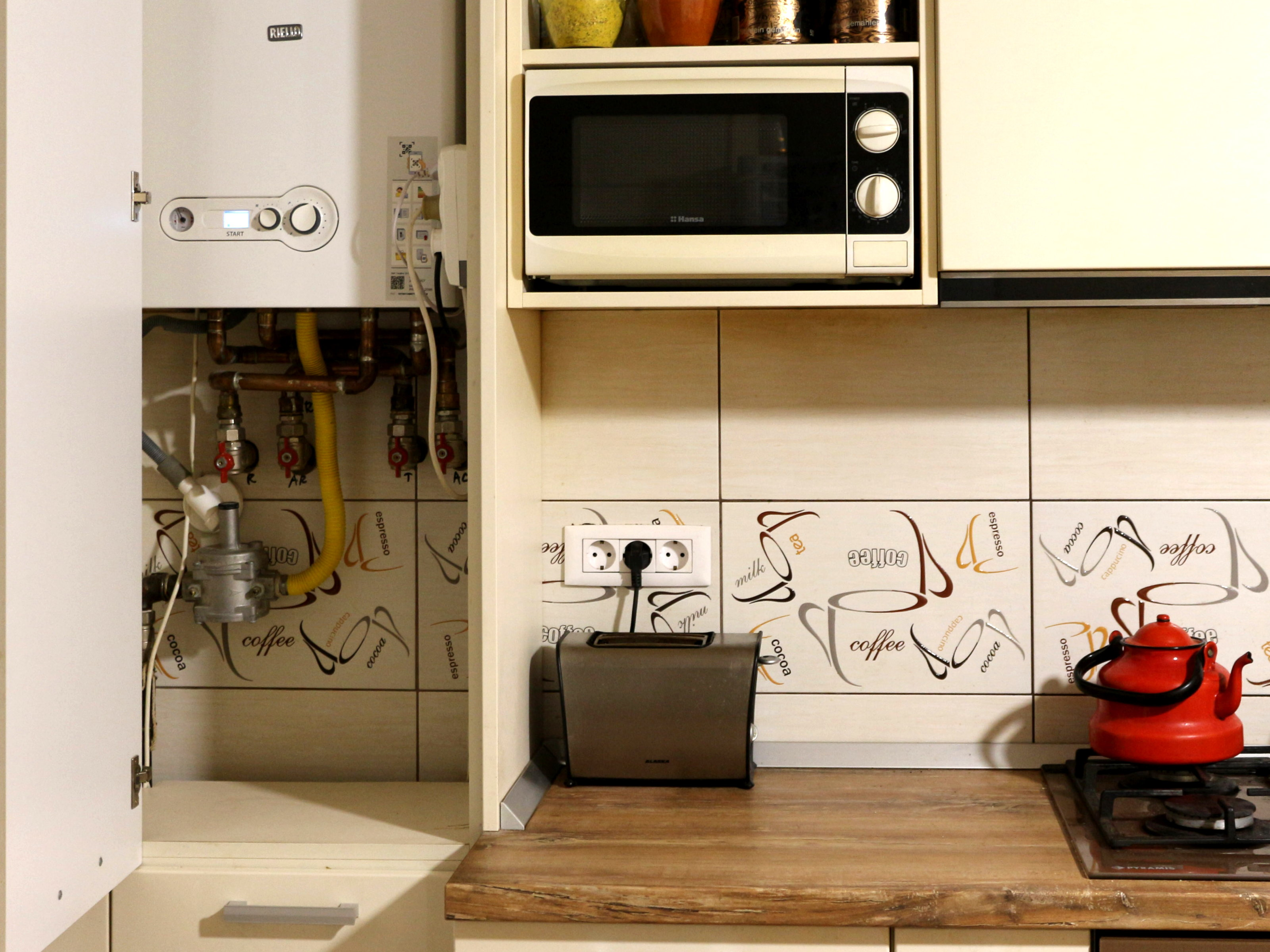
Integrarea în mobilierul bucătăriei a unei centrale termice de perete.

La instalarea în interior, centralele termice pot fi montate numai în încăperi în care nu există pericol de incendiu, explozie sau intoxicare (asfixiere) a utilizatorilor cu gaze combustibile sau gaze de ardere. Centralele termice cu o putere mai mare de 0,1 Gcal/h pot fi amplasate doar în încăperi cu destinația exclusivă de sală a cazanelor. Cele cu puteri mai mici pot fi amplasate și în încăperi cu alte destinații, dacă se asigură aerul necesar arderii, ventilația, evacuarea totală a gazelor de ardere în atmosferă și există suprafețe vitrate sau panouri cu suprafață suficientă, care să cedeze la o suprapresiune de 1180 Pa și să fie orientate spre exterior. Suprafața vitrată trebuie să fie de 0,03 m2 pentru construcțiile din beton armat, respectiv de 0,05 m2 pentru construcțiile din cărămidă pentru fiecare m3 de volum al încăperii. Dacă sunt montate detectoare de gaz (acest lucru este obligatoriu dacă suprafețele vitrate sunt din sticlă mai groasă de 4 mm sau de construcție specială – geam securizat, termopan) suprafața vitrată poate fi redusă la 0,02 m2 pentru fiecare m3 de volum al încăperii.
Pentru amplasarea centralelor cu cameră de ardere deschisă trebuie îndeplinite condiții suplimentare: nu pot fi amplasate în băi, iar volumul camerei trebuie să fie de 15 m3 pentru fiecare m3N de debit de gaz instalat, dar minim 7,5 m3 la bucătării și 18 m3 la restul camerelor. Pentru asigurarea aerului necesar arderii trebuie prevăzută o priza neobturabilă de aer proaspăt de dimensiuni corespunzătoare. Centrala termică trebuie racordată la un coș de fum izolat, corespunzător diametrului de evacuare al centralei. Racordul la coș se poate realiza din racord flexibil din aluminiu sau inox, având o lungime de cel mult 3 m. Dacă lungimea racordului este mai mare de 1 m, el trebuie să asigure o pantă de 8 % până la coș. Condițiile suplimentare (volum, coș) sunt foarte greu de îndeplinit în apartamentele din blocurile vechi de locuințe din România, soluția recomandată în acest caz fiind cea cu centrală cu cameră de ardere închisă.
Evacuarea gazelor de ardere de la instalațiile cu cameră de ardere închisă direct în exterior, prin perete (prin coșuri „ventuză”), este discutabilă în cazul în cazul construcțiilor cu mai multe etaje, gazele de ardere putându-se infiltra în apartamentele de la nivelurile superioare. În multe țări există norme care stabilesc zonele de pe fațade în care se pot amplasa coșuri ventuză. Mulți dintre fabricanții de centrale termice evită discutarea acestor probleme declarând că produsele lor se adresează locuințelor individuale, nu blocurilor de apartamente.

## În România
În România, în anii 2010 și 2011, piața de centrale termice murale de apartament a fost de aproximativ 135.000 unități, cu o valoare totală de 75 de milioane de euro.